# Avalanch
Avalanch est un groupe de power metal espagnol, originaire des Asturies. Ils tournent principalement en Amérique latine,. Ils sont décrits comme l'un des groupes phares du heavy metal en espagnol.
Avalanch mêle heavy metal en espagnol et rock moderne, accompagnés d'éléments de hard rock et folk. Leurs enregistrements sont publiés dans plusieurs pays européens et américains, et le groupe effectue régulièrement des tournées hors de l'Espagne, principalement en Amérique latine.

## Biographie

### Débuts et premiers albums (1993–2004)

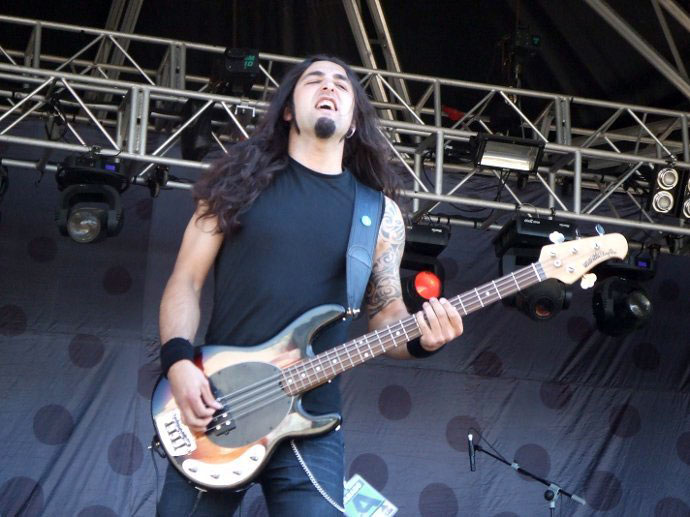
Fran Fidalgo, au Festival En Vivo en 2010.

L'histoire d'Avalanch commence en 1993, lorsque Alberto Rionda, Francisco Fidalgo et Victor Garcia forment un groupe, et seront rejoints par Alberto Ardines et Juan Lozano, qui étaient également à la recherche de membres pour un nouveau groupe. Ils choisissent Avalanch, nom avec lequel Ardines et Lozano avaient enregistré en 1988 un album intitulé Ready to the Glory. Alberto Rionda devient dès le début compositeur, guitariste et producteur pour Avalanch. Après plusieurs changements de formation, ils publient en 1997 leur premier album studio, La llama eterna, enregistré au Posada de Llanera (Asturies), masterisé par Alberto Rionda. Avec ce disque, Avalanch provoque un grand impact sur la scène heavy metal espagnol. Il suit bientôt d'une version en anglais, Eternal Flame, et certains pays comme l'Italie ou le Japon assiste à la sortie des éditions en anglais et en espagnol.
En 2001, le groupe publie son album à succès El ángel caído, qui tourne autour des thèmes bibliques avec d'une atmosphère plus épique et évocatrice. L'album fait participer Leo Jimenez (ex-037, Stravaganzza et Saratoga) à la chanson Las ruinas del Edén (Acto II). Après leur tournée en soutien à l'album, le batteur Alberto Ardines et le chanteur Victor Garcia quittent le groupe en raison de la formation parallèle d'un groupe appelé WarCry. Ramón Lage, (ex-Paco Jones) qui a déjà collaboré avec le groupe, s'occupe désormais du chant. Après une tournée européenne en 2002 et au Wacken Open Air de cette année, le groupe effectue encore des changements de formation : le claviériste Ivan Blanco et le guitariste Roberto Garcia quittent le groupe et sont remplacés par le guitariste Dany Leon (qui était dans des groupes comme The Distillery, Rats Faith et beaucoup d'autres) et le claviériste Roberto Junquera (de la scène folk asturien), qui en 2008 quitte le groupe. En 2003, Avalanch revient en studio puis publie un nouvel album, Los poetas han muerto qui se caractérise par un rock plus personnel, et influencé par des éléments de heavy metal.

### Plusieurs albums (2005–2012)
En 2005 sort le DVD live Cien Veces, enregistré lors d'un concert du groupe dans les Asturies. Ils publient aussi Mother Earth, la version en anglais de l'album Los poetas han muerto qui comprend une reprise de la chanson Where the Streets Have No Name de U2. Sort ensuite l'album El hijo pródigo, pour lequel ils tourneront en Espagne, au Mexique et aux États-Unis. À la fin de 2005 sort la compilation Un paso más, un florilège des meilleures chansons d'Avalanch. En 2006, Avalanch est récompensé de quatre prix AMAS. En octobre 2006 sort un DVD de leur apparition au festival Viña Rock, intitulé Lágrimas Negras.  
Après avoir sorti le 5 novembre 2007, l'album studio Muerte y vida le claviériste Roberto Junquera annonce, en janvier 2008, son retrait temporaire pour des raisons personnelles, donnant son dernier concert au Bilborock Bilbao le 12 janvier 2008. Il est remplacé en tournée par le célèbre Mario Fueyo, aussi connu comme Dark Eme. En janvier 2009, ils commencent une nouvelle tournée en soutien à Sun Music. Le 29 août 2012, le groupe annonce une pause à durée indéterminée.

### Retour (depuis 2016)
En décembre 2016, le site web du groupe redevient actif ; dans une interview avec Rafa Basa, Alberto Rionda confirme le retour du groupe pour célébrer leur quinzième anniversaire.

## Membres

### Membres actuels
- Alberto Rionda - guitare (depuis 1993)
- Alirio Netto  - chant (depuis 2021)
- Jorge Salán - guitare (depuis 2017)
- Mike Terrana - batterie (depuis 2016)
- Dirk Schlachter - basse (depuis 2018)
- Manuel Ramil  - claviers (depuis 2017)

### Anciens membres
- Charly García - basse (1994)
- Javier de Castro - guitare (1994)
- Juan Ángel Aláez - guitare (1994)
- Fernando Mon - guitare (1996)
- Juan Lozano - chant (1997)
- Víctor García - guitare (1997), chant (1998-2001)
- Alberto Ardines - batterie (2002)
- Roberto García - guitare (2003)
- Iván Blanco - claviers, chœurs (2003)
- Roberto Junquera claviers (2008)
- Mario Fueyo - claviers (2008)
- Ramón Lage - chant (2002-2012)
- Marco Álvarez - batterie (2002-2012)
- Dany León - guitare (2002-2012)
- Francisco Fidalgo - basse (1994-2012)
- Magnus Rosén - basse (2017-2018)
- Chez García - claviers (2008-2012)
- José Manuel Paz - claviers (2017)
- Israel Ramos - chant (2016-2021)

## Discographie
- 1993 : Ready to the Glory (démo)
- 1997 : La llama eterna
- 1998 : Eternal Flame ('version anglais')
- 1999 : Llanto de un héroe
- 2000 : Días de gloria (album live)
- 2001 : El ángel caído
- 2003 : Los poetas han muerto (2003).
- 2004 : Las ruinas del Edén (compilation - ré-enregistrement)
- 2005 : Mother Earth'('version anglais')
- 2005 : El hijo pródigo
- 2005 : Un paso más - Grandes éxitos (compilation)
- 2007 : Muerte y vida
- 2010 : El ladrón de sueños
- 2011 : Malefic Time : Apocalypse
- 2012 : Del cielo a la tierra (compilation)
- 2017 : El ángel caído (ré-enregistrement XV ans)
- 2019 : The Secret ('version anglais')

### Singles
- 2000 : Save Me
- 2001 : Delirios de grandeza
- 2001 : El angel caido
- 2003 : Lucero
- 2004 : Las ruinas del Edén
- 2004 : Where the Streets Have No Name'
- 2005 : Alas de cristal
- 2010 : Mil Motivos
- 2012 : Malefic Time: Apocalypse

### Reprises
- Run to the Hills (Iron Maiden)
- Hell Patrol (Judas Priest)
- I Want Out (Helloween)
- Save Me (Queen)
- Los renglones torcidos de Dios (Mägo de Oz)
- Where the Strees Have No Name (U2)

## DVD + CD (Lives)
- Dias de Gloria (2000)
- Cien Veces (2005) - DVD
- Lágrimas Negras - (2006)
- Caminar sobre el agua - (2008) - 2CD+DVD
- Hacia la luz - (2018) - DVD + CD